# Эппертсхаузен
Эппертсхаузен (нем. Eppertshausen) — община в Германии, в земле Гессен. Подчиняется административному округу Дармштадт. Входит в состав района Дармштадт-Дибург. Население составляет 5923 человека (на 31 декабря 2010 года). Занимает площадь 13,11 км².

## Города-побратимы
- Шаурс (Франция)